# David Lee (Tontechniker, 1958)
David Lee (* 6. September 1958) ist ein australischer Tontechniker, der für seine Arbeit an der Matrix-Filmtrilogie bekannt ist. Lee wurde bei der Oscarverleihung 2000 mit dem Oscar für den besten Ton bei Matrix ausgezeichnet und war bei der Oscarverleihung 2015 für den Oscar in derselben Kategorie für Unbroken nominiert. Mit Matrix gewann er zudem 2000 einen British Academy Film Award für den besten Ton. Den Oscar 2000 teilte er sich mit seinen Kollegen John T. Reitz, Gregg Rudloff und David E. Campbell, der British Academy Film Award wurde zusätzlich an Dave A. Davis verliehen. Für den Oscar 2015 für Unbroken waren neben Lee auch Jon Taylor und Frank A. Montaño nominiert. Lee ist seit Anfang der 1980er Jahre aktiv und war an mehr als 40 Film- und Fernsehproduktionen beteiligt. Eine weitere Oscar-Nominierung gab es 2023 für den Film Elvis.

## Filmografie (Auswahl)
- 1981: Cagney & Lacey (Fernsehserie)
- 1982: Kingswood Country (Fernsehserie)
- 1984: Bodyline (Miniserie)
- 1987: Elf Tage und elf Nächte
- 1988: Ghosthouse
- 1989: The Punisher
- 1990: The Crossing
- 1991: Heroes II: The Return (Fernsehfilm)
- 1992: Romper Stomper
- 1994: Muriels Hochzeit (Muriel’s Wedding)
- 1995: Mushrooms
- 1996: DNA – Die Insel des Dr. Moreau (The Island of Dr. Moreau)
- 1997: Bloomin' Marvellous (Fernsehserie)
- 1998: Dark City
- 1999: Matrix
- 2000: The Monkey’s Mask
- 2002: Königin der Verdammten (Queen of the Damned)
- 2003: Matrix Reloaded
- 2003: Matrix Revolutions
- 2006: Der bunte Schleier (The Painted Veil)
- 2007: The Hills Have Eyes 2
- 2008: Die Insel der Abenteuer (Nim’s Island)
- 2009: Last Ride – Manche Fesseln können gelöst werden (Last Ride)
- 2010: Tomorrow, When the War Began
- 2013: Goddess
- 2014: Unbroken
- 2021: Godzilla vs. Kong
- 2022: Elvis